# Heinrich Hug (Chronist)
Heinrich Hug (* um 1465 / 70 in Villingen; † nach 1533 ebenda) war ein Ratsmitglied und Chronist.

## Leben
Heinrich Hug stammte aus dem Bürgergeschlecht Hug in Villingen, er war Mitglied der Bauleutezunft und der Herrenstube, welcher eigentlich nur Patrizier angehörten.
Er war etwa 20 Jahre lang Mitglied des Rates der Stadt Villingen, die auch die Hohe Gerichtsbarkeit ausübte. In seiner Chronik erwähnt er eine eigene Pilgerfahrt nach Rom für das Jahr 1500.
Der Historiker Christian Roder nahm an, dass er nach der Rückkehr mit den Aufzeichnungen begann. Die Hugsche Chronik überliefert unter anderem wichtige Ereignisse zum Bauernkrieg im Süddeutschen Raum.